# Julie Hugo
Pour les articles homonymes, voir Famille Hugo et Hugo.
Julie Duvidal de Montferrier, aussi connue sous son nom d'épouse Julie Hugo, née en 1797 à Paris et morte dans la même ville le 10 avril 1865 est une peintre française.

## Biographie
Louise Rose Julie Duvidal de Montferrier est la fille de Jean-Jacques Duvidal de Montferrier (1752-1829) cousin de Jean-Jacques-Régis de Cambacérès.
Elle devient élève de Marie-Éléonore Godefroid, François Gérard et de Jacques-Louis David, qu'elle rencontre alors que le maître se trouve à Bruxelles. Elle expose ses tableaux dans les salons parisiens et est nommée copiste officielle d'Ingres et Delacroix. Elle est le professeur de dessin d’Adèle Foucher. Elle est médaillée au Salon de 1824 et passe une année à Rome.
Elle épouse le beau-frère de son élève, Abel Hugo, frère de Victor Hugo, en décembre 1827 dans le 10e arrondissement de Paris. Ils eurent ensemble deux fils et une fille :
- Léopold Armand (11 septembre 1828-19 avril 1895), mathématicien et graveur, marié, le 22 octobre 1855 à Versailles, avec Marie Jeanne Clémentine Solliers (née le 7 mars 1835 à Dijon) et avec qui il eut une fille, Zoé (Paris, 30 juillet 1856 - Paris, 27 juin 1876)
- Zoé (Paris, 1830 - Villers-Saint-Paul, 28 mars 1832) ;
- Joseph Napoléon « Jules » (2 septembre 1835 - Paris, 1863), jésuite, prêtre de Notre-Dame-de-Sion.

Victor Hugo se défia de l'influence de sa belle-sœur sur son frère et mit celui-ci en garde contre « cette artiste ». Mais il lui écrivit plus tard des lettres qui prouvent l'estime en laquelle il la tint.

## Œuvres
États-Unis
- Washington, National Museum of Women in the Arts : Portrait de jeune femme, dit aussi Portrait de Zoé Jacqueline Duvidal de Montferrier, sœur de l'artiste[6], huile sur toile, 85 × 74,2 cm, 2022.18[7].

France
- Bourg-en-Bresse ; musée de Brou : L’Enfant malade, ou Clotilde demandant la guérison de son fils, réplique du tableau présenté au Salon de 1819 déposé à l'Assemblée nationale.
- Caen, musée des Beaux-Arts :
  - Portrait de la baronne de Vaux, mère de Madame de Montaran, œuvre disparue ;
  - Portrait de la baronne de Montaran, en partie d'après François Gérard[8].
- Compiègne, musée Antoine-Vivenel :
  - Le Vésuve ;
  - Tête d’enfant ;
  - Psyché et l’Amour.
- Lons-le-Saunier : Le Vœu de Louis XIII, d'après Ingres, 1826, commande de Charles X.
- Montpellier, musée Fabre : Jeune fille grecque en costume d'Athènes ou portrait de Madame Amédée Pichot, vers 1833[9]
- Orléans, musée des Beaux-Arts: Bacchus enfant, Salon de 1822, ancienne collection de Louis-Philippe d'Orléans puis de François Marcille, acquis en 2023 grâce à une campagne de mécénat participatif ayant réuni 218 donateurs.
- Paris :
  - Assemblée nationale : Sainte Clotilde, Reine de France, demande à Dieu la guérison de son fils, Salon de 1819, huile sur toile, dépôt du musée du Louvre[10].
  - École nationale supérieure des beaux-arts : Autoportrait, Salon de 1819[11].
  - maison de Victor Hugo :
    - Portrait d'Adèle Foucher, vers 1820 ;
    - Le Général Léopold Hugo avec deux de ses frères et son fils Abel en uniforme de la Restauration, vers 1825.

  - musée de l'Armée : Francois-Charles-Joseph Nivard, vicomte d'Henin, lieutenant général.
  - musée du Louvre, département des arts graphiques : Portrait de Baguet père, paysagiste, crayon noir et rehauts de blanc sur papier gris[12].
- Versailles, musée de l'Histoire de France :
  - Portrait d'Abel Hugo (1798-1855), frère de Victor Hugo, 1830, huile sur toile, dépôt du musée du Louvre[13] ;
  - Jeanne Campan, née Genest (1752-1822).

Œuvres de Julie Duvidal de Montferrier
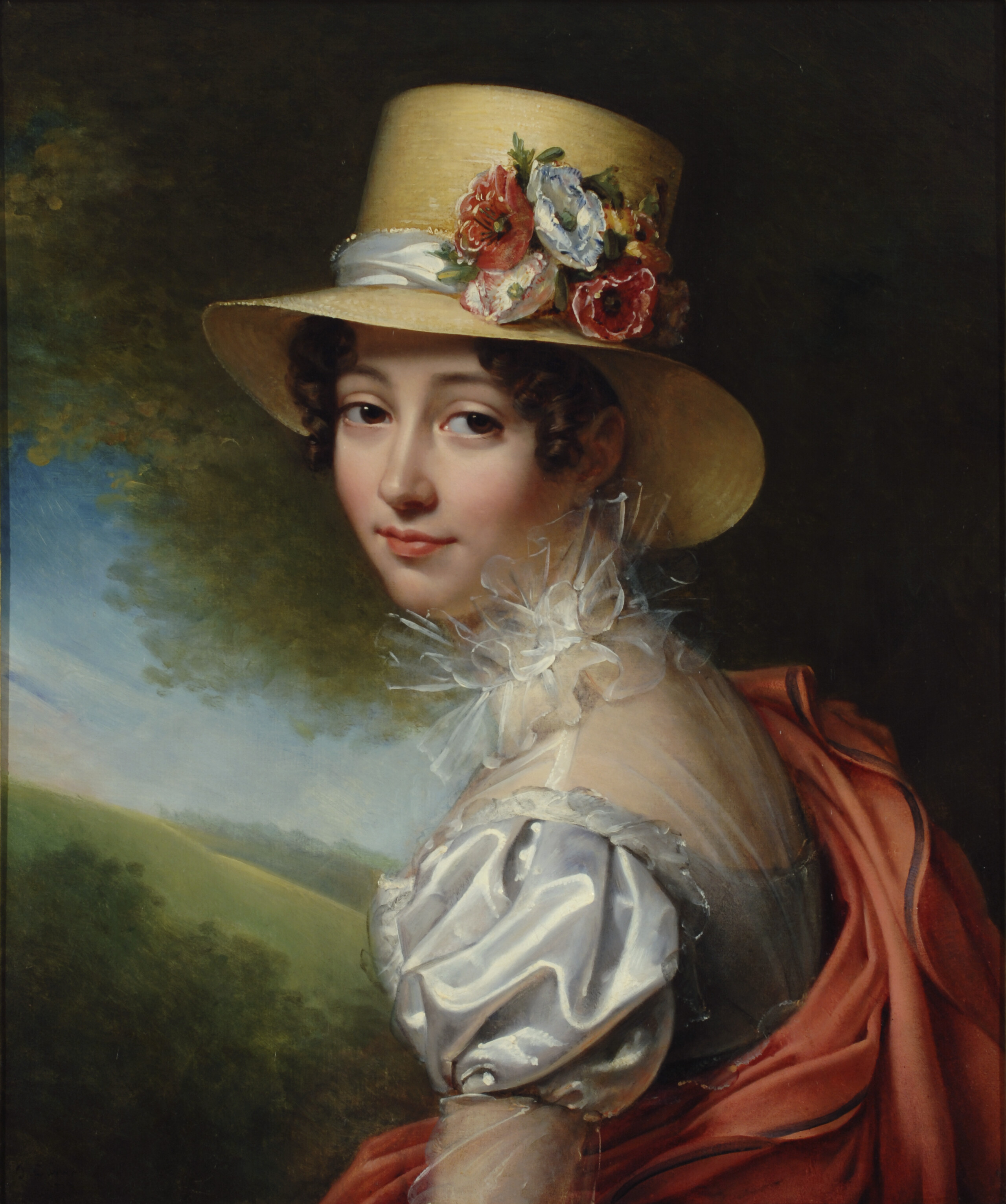
Portrait d'une jeune femme (la sœur de l'artiste, Zoé Duvidal de Montferrier), Salon de 1819, Washington, National Museum of Women in the Arts.
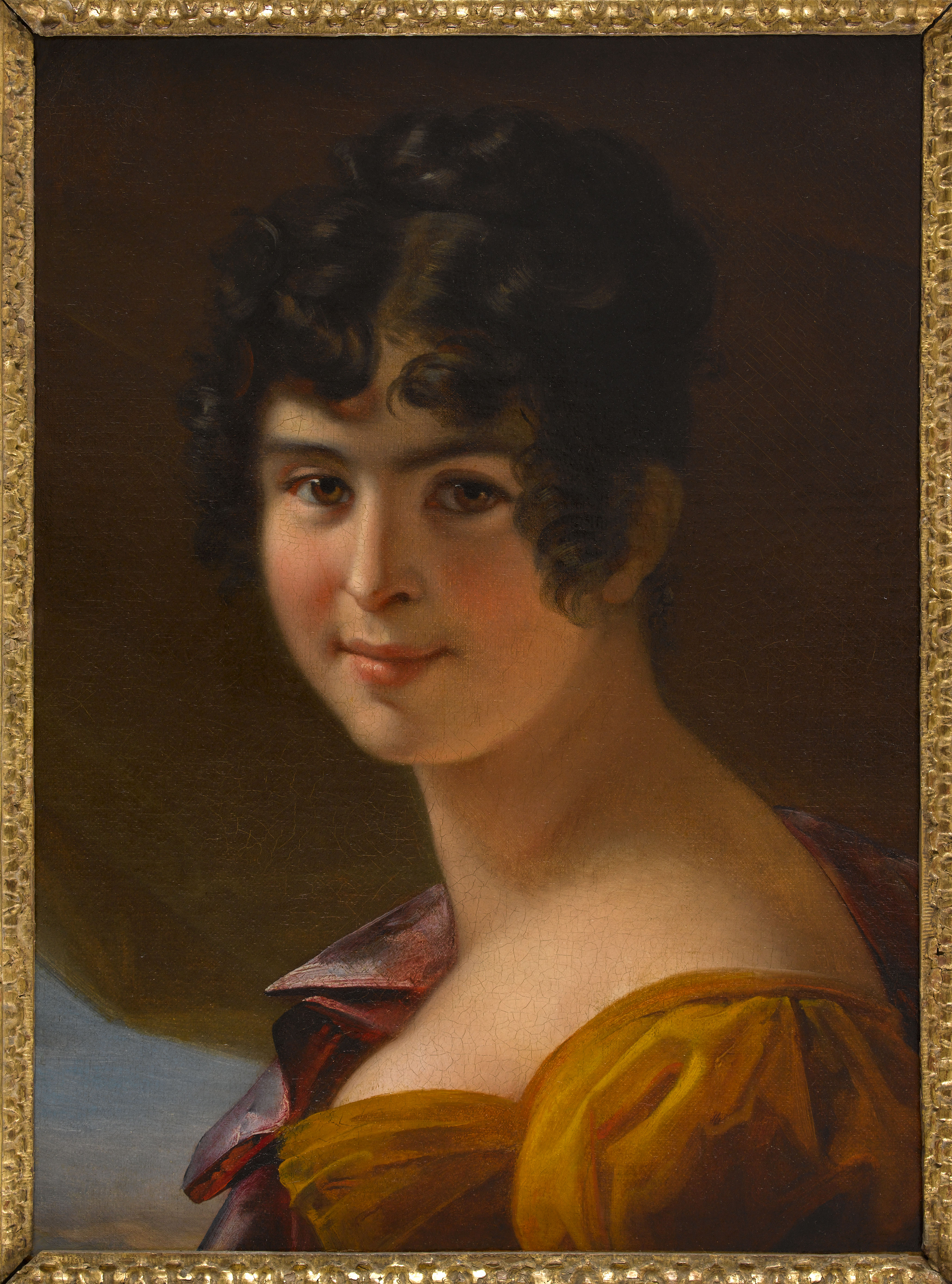
Portrait d'Adèle Foucher, vers 1820, Paris, maison de Victor Hugo.
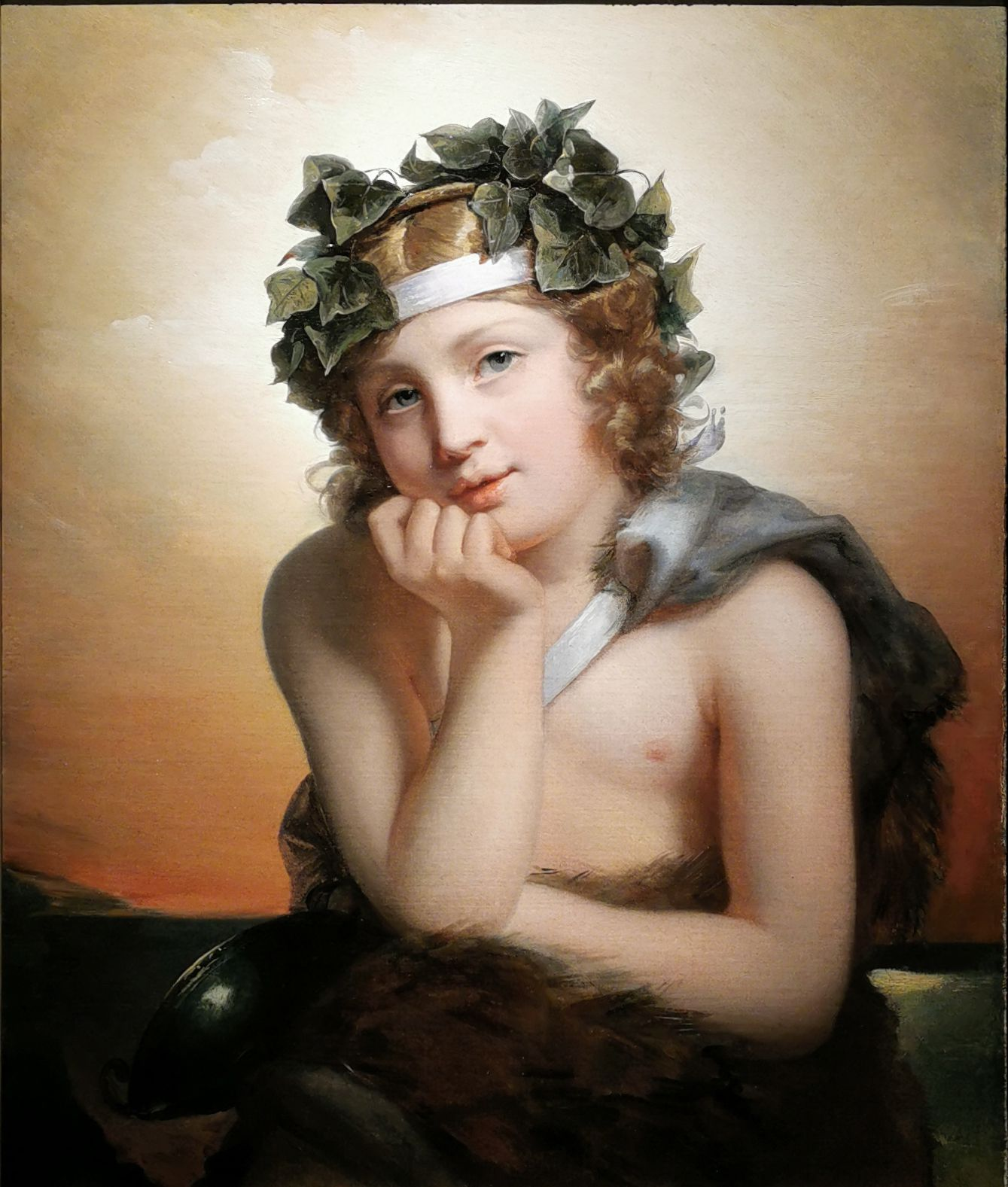
Bacchus enfant, 1822, Orléans, musée des Beaux-Arts.
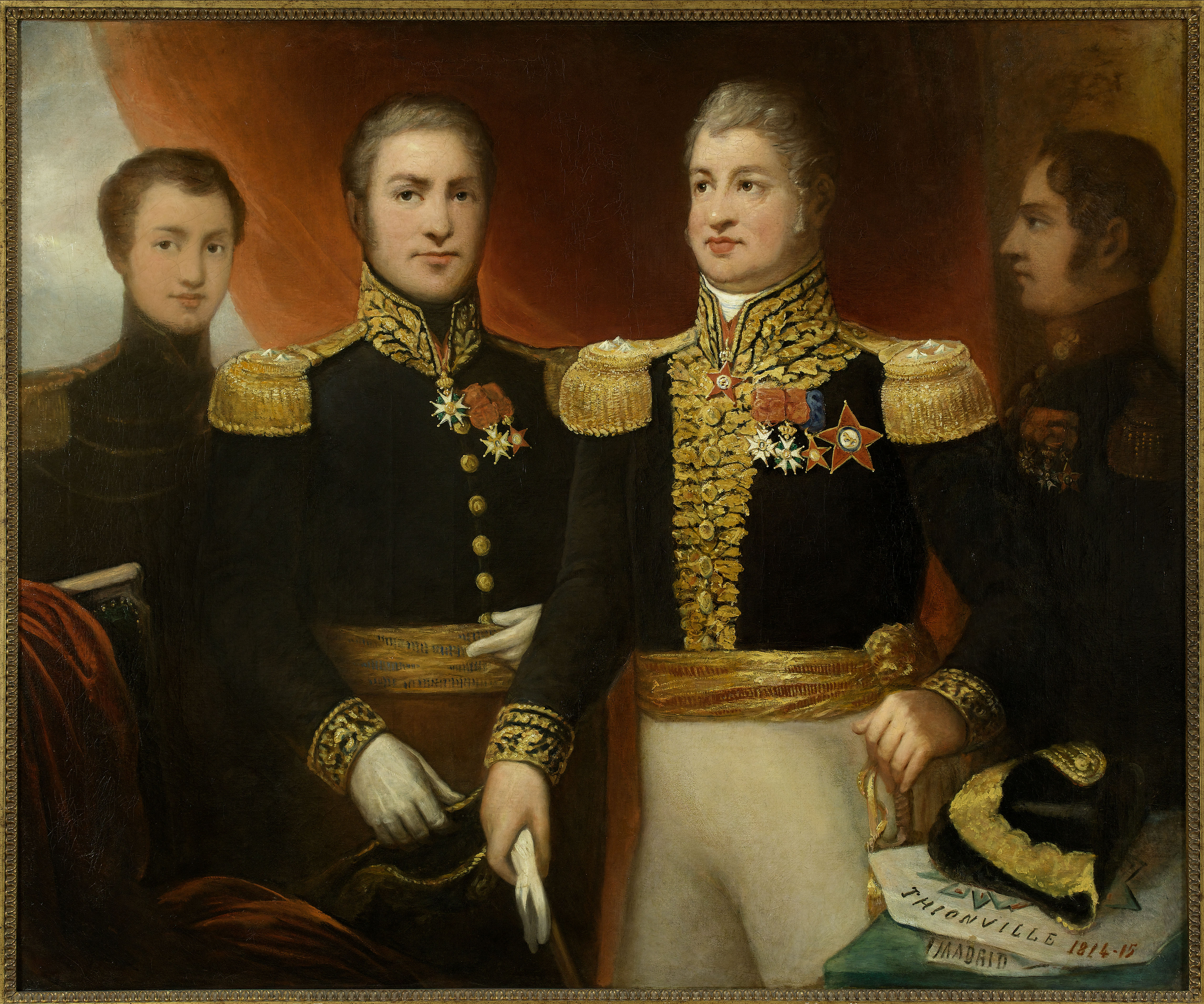
Le Général Léopold Hugo avec deux de ses frères et son fils Abel en uniforme de la Restauration, vers 1825, Paris, maison de Victor Hugo.
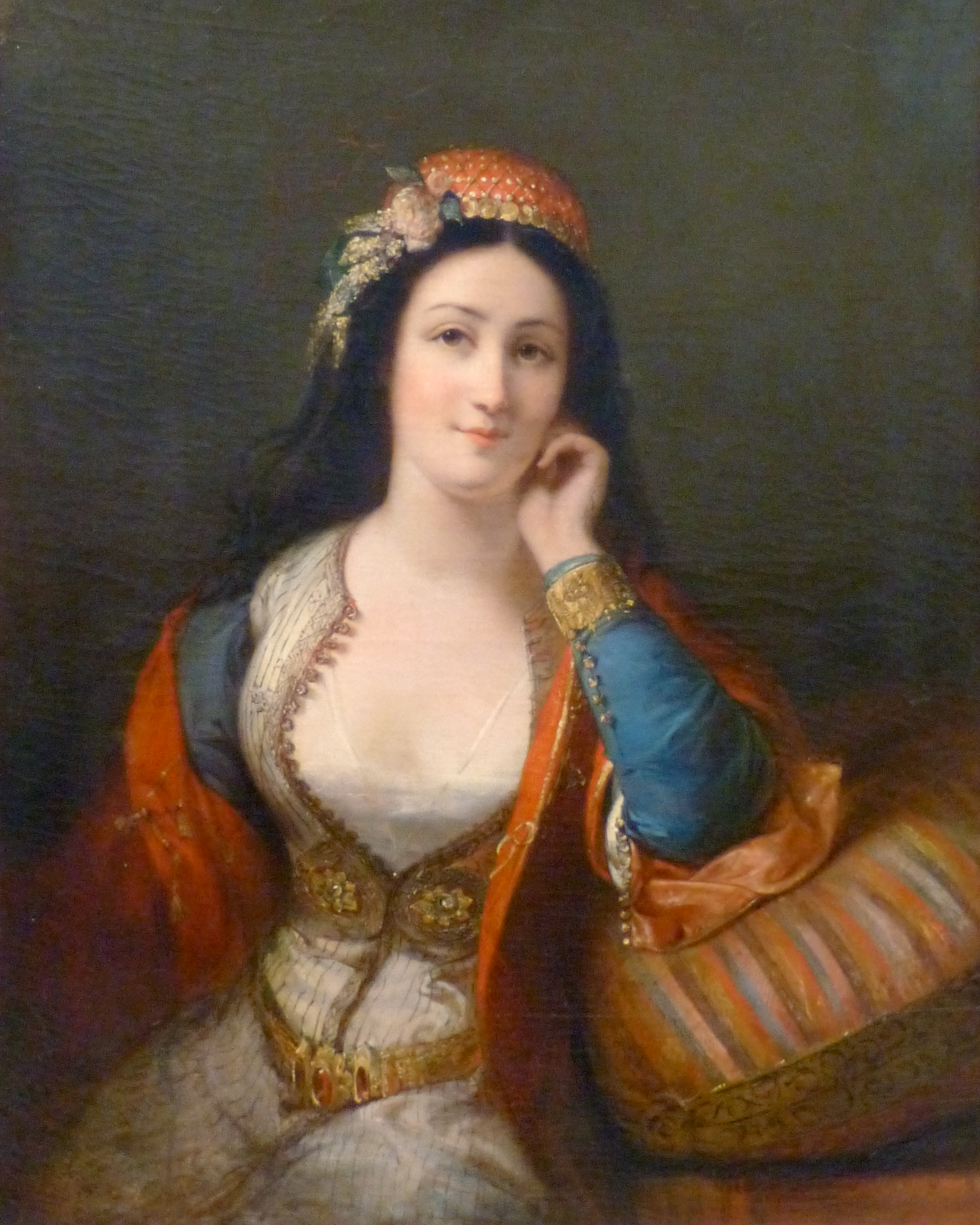
Jeune fille grecque en costume d'Athènes ou portrait de Madame Amédée Pichot, Salon de 1833, Montpellier, musée Fabre.
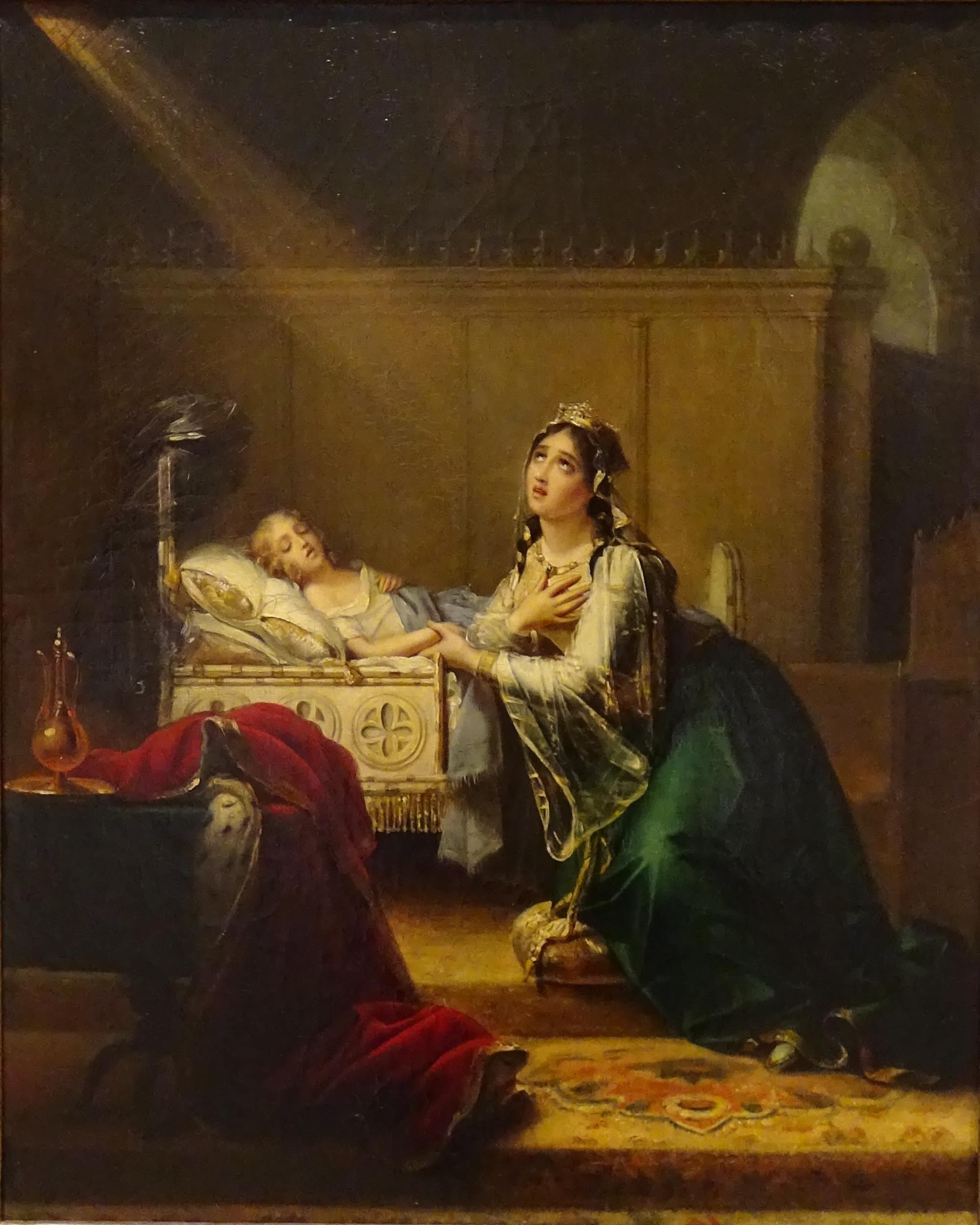
L'Enfant malade, ou Clotilde demandant la guérison de son fils[14], Bourg-en-Bresse, musée de Brou.